# Kokon rzekomy

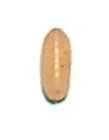
Puparium Bactrocera oleae

Kokon rzekomy (łac. puparium l.mn. puparia) – ostatnia, beczułkowata, nie odrzucona część osłony ciała muchówek, mączlików i niektórych czerwców, w której znajduje się poczwarka wolna.
Poczwarka ukryta w kokonie rzekomym określana jest jako pupa coarctata.
Poczwarkę muchówek wraz z otaczającym ją kokonem rzekomym nazywa się bobówką lub baryłką.